# Петрук Василь Григорович
Васи́ль Григо́рович Петру́к (нар. 19 квітня 1958, с. Кропивна Хмільницького району Вінницької області) — український науковець, завідувач кафедри екології, хімії та технологій захисту довкілля, директор НДІ екологічного проектування та природоохоронних технологій Вінницького національного технічного університету, доктор технічних наук, професор, відмінник освіти України (2009), заслужений природоохоронець України (2014).

## Життєпис
Народився 19 квітня 1958 року в с. Кропивна Хмільницького району Вінницької області. У 1975 році з золотою медаллю закінчив середню школу і поступив до Івановського хіміко-технологічного інституту, який закінчив у 1980 році за спеціальністю: хімічна технологія електровакуумних матеріалів. Кваліфікація: інженер-хімік-технолог.

## Професійна діяльність
- 1980–1983 – асистент кафедри хімії Івановського енергетичного інституту (Російська Федерація)
- 1983–1985 – провідний спеціаліст технологічного бюро базового цеху Вінницького науково-виробничого об'єднання «Жовтень»
- 1985–1990 – старший лаборант, завідувач лабораторіями оптики, молодший науковий співробітник Вінницького державного педагогічного інституту
- 1990 – асистент кафедри хімії Вінницького політехнічного інституту (нині – Вінницький національний технічний університет (ВНТУ))
- 1991 – захистив дисертацію на здобуття наукового ступеня кандидата технічних наук
- 1993 – присвоєно учене звання доцента
- 1998 – захистив докторську дисертацію
- 2000 – завідувач кафедри хімії та екологічної безпеки
- 2001 – присвоєно вчене звання професора та головного наукового співробітника ВНТУ
- 2007–2019 – директор навчально-наукового Інституту екологічної безпеки та моніторингу довкілля
- з 2019 – завідувач кафедри екології, хімії та технологій захисту довкілля ВНТУ
- до 2020 – голова спеціалізованої вченої ради у Вінницькому національному технічному університеті.
- до 2020 – член спеціалізованої вченої ради у "Державній екологічній академії післядипломної освіти та управління".
- з 2021 – директор НДІ екологічного проектування та природоохоронних технологій.

## Звання та нагороди
- 1994 – нагороджений Дипломом члена-кореспондента Української технологічної академії по відділенню "Технологія інформатики, інженерних мереж життєзабезпечення населення і автоматизації виробництва"
- 2002 – присвоєно звання академіка Української економічної кібернетики по відділенню "Кібернетика екологічних процесів"
- 2003 – нагороджений Дипломом лауреата номінації "Діяч науки року"
- 2004 – нагороджений Дипломом лауреата премії Івана Богуна
- 2005 – нагороджений Почесною грамотою Вінницької обласної державної адміністрації та обласної ради за сумлінну працю, особистий внесок у підготовку висококваліфікованих фахівців, плідну наукову і педагогічну діяльність, високий професіоналізм та з нагоди Дня науки
- 2007 – присвоєно звання академіка Міжнародної академії наук екології та безпеки життєдіяльності по секції "Екологія"
- 2009 – нагороджений нагрудним знаком "Відмінник освіти України"
- 2013 – нагороджений Дипломом переможця Всеукраїнського конкурсу "Винахід – 2012" у номінації "Кращий винахід – 2012 у Вінницькій області"
- 2013 – занесений на обласну Дошку пошани "Праця і звитяга вінничан"
- 2014 – нагороджений Почесною грамотою Вінницької обласної державної адміністрації та обласної ради за багаторічну сумлінну працю, вагомий особистий внесок у розвиток конституційних засад, української державності, високий професіоналізм та з нагоди 18-ї річниці Конституції України
- 2014 – присвоєно почесне звання "Заслуженого природоохоронця України"
- 2015 – присвоєно Диплом члена Української національної академії природознавства
- 2015 – нагороджений Грамотою департаменту освіти і науки Вінницької обласної адміністрації за плідну і творчу роботу в підготовці та проведенні ІІІ етапу Всеукраїнської олімпіади з екології
- 2015 – оголошена Подяка Міністерства екології та природних ресурсів України за плідну співпрацю з національним парком "Кармелюкове Поділля" та з нагоди Дня працівника природно-заповідної справи
- 2017 – оголошена Подяка Міністерства екології та природних ресурсів України за багаторічну сумлінну працю, високий професіоналізм, вагомий внесок в науково-просвітницьку роботу, за наукові досягнення з вирішення проблем охорони довкілля, підготовку висококваліфікованих фахівців з екології та технологій захисту навколишнього середовища
- 2017 – нагороджений Дипломом "Еколог року-2017" за багаторічну сумлінну працю, високий професіоналізм, особистий вагомий внесок в науково-просвітницьку роботу, підготовку висококваліфікованих спеціалістів з екології, а також за наукові досягнення з вирішення проблем охорони навколишнього середовища
- 2018 – нагороджено нагрудним знаком МОН України "За наукові та освітні досягнення"
- 2018 – нагороджено Почесною грамотою як заступнику голови Конгресу української інтелігенції Вінниччини, лауреату обласної премії імені Івана Богуна, за вагомі досягнення у науково-педагогічній діяльності, організацію Всеукраїнських з'їздів екологів з міжнародною участю, видання власних літературно-публіцистичних книг та з нагоди 60-річчя від дня народження
- 2018 – нагороджено Почесною грамотою Міністерства екології та природних ресурсів України за багаторічну сумлінну працю, високий професіоналізм, особистий вагомий внесок в науково-просвітницьку роботу та підготовку висококваліфікованих спеціалістів з екології
- 2019 – оголошено Подяку Вінницького козацького полку імені Івана Богуна за значний особистий внесок у відродження та розвиток історичних, патріотичних і культурних традицій українського народу
- 2020 – нагороджено Грамотою виконавчого комітету Вінницької міської ради за вагомий внесок у справу навчання і виховання підростаючого покоління, високу професійну майстерність, наполегливість і відданість справі, активну громадянську позицію та з нагоди 60-річчя від дня заснування закладу
- 2023 – оголошено Подяку "Львівської політехніки" за значні досягнення в науково-педагогічній діяльності
- 2024 – нагороджений Почесною грамотою від департаменту гуманітарної політики Вінницької обласної військової адміністрації[2]
- 2024 - нагороджено Грамотою Міністерства освіти і науки України (наказ МОНУ №117-к від 21.05.2024 р.)[3]

## Наукова, педагогічна та навчально-методична робота
Науковий доробок професора Василя Григоровича Петрука становить понад 600 наукових праць: монографії, навчальних посібників, підручників, статей, авторських свідоцтв, патентів та тез у галузі спектрофотометрії неоднорідних (дисперсних) середовищ, нових екологічно чистих технологій знешкодження та утилізації промислових і побутових відходів та ін. 
Співорганізатор декількох та учасник понад 50 Міжнародних наукових і науково-практичних симпозіумів, конференцій, семінарів, зокрема, із екологічних проблем Подільського регіону та України. Був безпосереднім організатором семи «Всеукраїнських з'їздів екологів з міжнародною участю» на базі ВНТУ.
До 2020 - голова спеціалізованої вченої ради "Державної екологічної академії післядипломної освіти та управління при Міністерстві енергетики та захисту довкілля".
У 1994 році за комплекс науково-дослідних робіт обраний членом («член-кореспондент») ГО «Українська технологічна Академія» по відділенню «Технологія інформатики, інженерних мереж життєзабезпечення населення і автоматизації виробництва», у 2002 році — членом («академік») ГО «Українська академія економічної кібернетики» по відділенню «Кібернетика екологічних процесів», у 2007 році — членом («академік») ГО «Міжнародна академія наук екології та безпеки життєдіяльності» по секції «Екологія».
З 2000 року за його ініціативи у ВНТУ відкрито спеціальність «Екологія та охорона навколишнього середовища». Здійснює зі своєю кафедрою підготовку і випуск бакалаврів, спеціалістів і магістрів за цією спеціальністю. У 2001 році під його науковим керівництвом і безпосередньою участю реалізовано проект Міністерства екології та природних ресурсів України з розроблення екологічно чистих технологій знешкодження непридатних пестицидів та інших токсичних речовин, накопичених у Вінницькій області; регіональної програми поводження з токсичними відходами, технічного завдання на проектування дослідно-промислового зразка мобільного комплексу для реагентного і термічного знешкодження непридатних токсичних відходів, а також дослідження стану організації інтегрованого управління та поводження з твердими побутовими відходами у м. Вінниці та Вінницькій області, виконані за підтримки ЄС в межах проекту Tacis «Допомога регіональному розвитку в Україні». За замовленням Державного фонду фундаментальних досліджень МОНУ та департаменту міжнародного співробітництва та євроінтеграції з 2005 р. виконуються міжнародні україно-білоруські проекти щодо розробки нових принципів діагностики стану нормальних і патологічних біотканин, зокрема, за спектрами дифузного відбивання разом з Інститутом фізики ім. Б. І. Степанова АН Бєларусі та ін. Починаючи з 1985 р. і по даний час, є відповідальним виконавцем і науковим керівником понад 25 держтематик. Під його науковим керівництвом захистилися 10 кандидатів наук, ще декілька аспірантів і здобувачів підготували до захисту кандидатські дисертації.
Член обласної колегії охорони навколишнього природного середовища. Член робочої групи Міністерства освіти і науки України (МОНУ) з розроблення Державного стандарту екологічної освіти. Експерт Державної комісії з акредитації і ліцензування управління акредитації, ліцензування та нострифікації МОНУ екологічних спеціальностей ВНЗ України. Член науково-методичної комісії з екології МОНУ. Заступник голови Подільського регіонального відділення Української технологічної Академії. Експерт Євросоюзу з інтегрованого управління та поводження з відходами.
Приділяє значну увагу підвищенню свого науково-методичного та кваліфікаційного рівня, зокрема пройшов підвищення кваліфікації при Національному університеті ім. Т.Шевченко за фахом «Загальна хімія», в Міжгалузевому інституті при Санкт-Петербурзькому технічному університеті за спеціальністю «Нові інформаційні технології в екологічній освіті», Свентокшиському технічному університеті, м. Кельці (Польща) з проблем сучасних водоочисних та водозберігаючих технологій країн Європи та ін.

## Службові та громадські обов'язки
- Член-кореспондент Української технологічної академії
- Академік Української академії економічної кібернетики
- Академік Міжнародної академії наук екології та безпеки життєдіяльності
- Експерт Євросоюзу з інтегрованого управління та поводження з відходами
- Заступник голови Конгресу української інтелігенції Вінниччини
- Член Громадської ради Вінницької обласної Ради
- Голова Вінницької обласної екологічної молодіжної організації "Екотопія Поділля"
- Голова підкомісії НМР МОНУ зі спеціальності 183-технології захисту навколишнього середовища
- Член експертної ради по секції "Охорона навколишнього середовища" МОНУ
- Член спеціалізованої вченої ради "Державної екологічної академії післядипломної освіти та управління".

## Монографії
- Автоматизований контроль оптичних параметрів водно-дисперсних середовищ : монографія / І. В. Васильківський, В. Г. Петрук ; ВНТУ. - Вінниця : УНІВЕРСУМ-Вінниця, 2007. - 171 с.
- Високочутливі засоби контролю малих концентрацій газів : монографія / В. А. Іщенко, В. Г. Петрук. – Вінниця : ВНТУ, 2010. – 138 с.
- Дистанційний спектрополяриметричний контроль полідисперсних аерозольних середовищ в екологічному моніторингу : монографія / В. Г. Петрук, І. В. Васильківський, С. М. Кватернюк ; ВНТУ. - Вінниця : ВНТУ, 2016. - 1 електрон. опт. диск (CD-ROM)
- Екологічні аспекти термічного знешкодження непридатних отрутохімікатів : монографія / під ред. д.т.н., проф. Петрука В. Г. – Вінниця : Універсум-Вінниця, 2006. – 254 с.
- Інтегроване управління та поводження з твердими побутовими відходами на Вінниччині : монографія / під ред. В. Г. Петрука. – Вінниця : Універсум-Вінниця, 2007. – 160 с.
- Комплексна переробка фосфорвмісних пестицидів до екологічно безпечних продуктів та рекультивація забруднених грунтів : монографія / Р. В. Петрук, А. П. Ранський, В. Г. Петрук ; ВНТУ. - Вінниця : ВНТУ, 2014. - 136 с.
- Метод та засіб контролю витрат кисню пальника за потоком випромінювання полум'я : монографія / В. М. Ночвай, В. Г. Петрук ; ВНТУ. - Вінниця : ВНТУ, 2011. - 168 с.
- Моделювання альтернативних джерел енергії ядерного синтезу : монографія / Л. П. Скібінський, В. Г. Петрук, Д. В. Мацюк ; ВНТУ. - Вінниця : УНІВЕРСУМ-Вінниця, 2007. - 110 с.
- Мультиспектральний вимірювальний контроль та діагностування стану неоднорідних біологічних середовищ на основі нечіткої логіки: монографія / Г. О. Черноволик, В. Г. Петрук, С. М. Кватернюк ; ВНТУ. - Вінниця : ВНТУ, 2015. - 140 с.
- Реагентна переробка та раціональне використання екологічно небезпечних сірковмісних пестицидних препаратів : монографія / І. І. Безвозюк, В. Г. Петрук, А. П. Ранський ; ВНТУ. – Вінниця : ВНТУ, 2010. – 180 с.
- Спектрополяриметричний контроль концентрацій частинок полідисперсних водних середовищ : монографія / С. М. Кватернюк, В. Г. Петрук ; ВНТУ. - Вінниця : ВНТУ, 2012. - 156 с.
- Спектрофотометрія світлорозсіювальних середовищ (теорія і практика оптичного вимірювального контролю) : монографія / В. Г. Петрук ; ВНТУ. - Вінниця : УНІВЕРСУМ-Вінниця, 2000. - 207 с. - ISBN 966-7199-94-0.
- Сучасні екологічно чисті технології знезараження непридатних пестицидів : монографія / В. Г. Петрук, О. Г. Яворська, І. В. Васильківський, І. І. Гринюк, А. С. Іщенко, М. В. Євсєєва, Е. Л. Звенигородський, Г. Д. Петрук, О. А. Гордієнко, Н. С. Звуздецька, Г. О. Дензанов, Г. І. Хімічева ; ВНТУ. – Вінниця : Універсум-Вінниця, 2003. – 254 с.
- Теоретичні основи оптичних методів вимірювання неоднорідних середовищ : монографія / ВДТУ. - Вінниця : УНІВЕРСУМ-Вінниця, 1997. - 109 с.
- Фотоплетизмографічні технології контролю серцево-судинної системи : монографія / С. В. Павлов, В. П. Кожем'яко, В. Г. Петрук, П. Ф. Колісник ; ВНТУ. - Вінниця : УНІВЕРСУМ-Вінниця, 2007. - 254 с.
- Household  waste  management.  The  European  experience / V. G. Petruk, F. Stalder,  V. А. Ishchenko, I. V. Vasylkivskyi, R. V. Petruk, P. M. Turchyk, S. M.  Kvaternyuk, M. I.  Shyrnin,  V. V.  Volovodiuk. –  Vinnytsia : «Nilan-Ltd»,  2016. – 184 p. - ISBN 978-966-924-284-6.
- Experimental studies of phytoplankton concentrations in water bodies by using of multispectral images / V. G. Petruk, S. M. Kvaternyuk, V. D. Pohrebennyk [et al. // Water Supply and Wastewater Removal : monografie / edited by Henryk Sobczuk Beata Kowalska. - Lublin, 2016. - PP. 161–171.

Навчально-методичні посібники в тому числі і з грифом МОНУ, для студентів екологічних та інших спеціальностей ВНЗ, а саме: Лабораторний практикум з курсу «Фізико-хімічні основи мікроелектронної технології», «Оптоелектронні системи та пристрої», «Основи науково-дослідної роботи», «Радіація та радіоактивне забруднення», «Хімія та основи матеріалознавства», «Основи екології», «Вступ до фаху», «Екологія людини», «Природоохоронні технології», двох підручників та ін.